# Estación de Étampes
La estación de Étampes es una estación ferroviaria francesa de la línea París - Burdeos, situada en la comuna homónima, en el departamento de Essonne, al sur de la capital. Por ella circulan los trenes regionales que une París con el centro de Francia.
Además, pertenece a la línea C de la Red Exprés Regional más conocida como RER donde se configura como parte del ramal C6.   

## Historia
Fue inaugurada el 5 de mayo de 1843. Inicialmente, fue gestionada por la Compagnie du chemin de fer de Paris à Orléans hasta que en 1938 las seis grandes compañías privadas que operaban la red se fusionaron en la empresa estatal SNCF. 
El 26 de septiembre de 1979, la estación se integró dentro de la línea C del RER. 

## Descripción
La estación, que se encuentra a unos 50 kilómetros al sur de París, se compone de un edificio de una planta donde se encuentra el vestíbulo de la estación.
Dispone de tres andenes, uno lateral y dos centrales y de cinco vías, además de otras vías de garaje. Todos ellos están recubiertos por una amplia marquesina. Un paso subterráneo permite acceder a los diferentes andenes. 
En 2010, la estación fue renovada instalando nuevas puertas de accesos, mejorando los paneles informativos y la señalización tanto en la estación como en los andenes.

## Servicios ferroviarios
- Trenes de cercanías: línea C. Trenes cada 30 minutos, 15 minutos en hora punta.
- Trenes regionales: TER Centro. Línea París - Orleans (a razón de cinco trenes diarios hacia Orleans y de cuatro trenes diarios hacía París).

- Mercancías.